# Longroy
Longroy é uma comuna francesa na região administrativa da Normandia, no departamento de Sena Marítimo. Estende-se por uma área de 5,32 km². Em 2010 a comuna tinha 637 habitantes (densidade: 119,7 hab./km²).